# Торрес Гонсалес, Феликс
Феликс Торрес Гонсалес (исп. Félix Torres González; 23 июня 1917, Ягуахай — 5 августа 2008, Гавана) — кубинский коммунист, военный и политический функционер, сподвижник Фиделя Кастро и Че Гевары. Участник свержения режима Батисты и подавления Восстания Эскамбрай. Руководил проведением аграрной реформы в провинции Лас-Вильяс.

## Сельский коммунист
Родился в малоимущей крестьянской семье из провинции Лас-Вильяс (ныне провинция Санкти-Спиритус). С ранней юности вынужден был зарабатывать на жизнь. Проникся марксистскими коммунистическими взглядами. В семнадцатилетнем возрасте вступил в Народно-социалистическую партию (НСП). За политическую деятельность его несколько раз задерживали в качестве подозреваемого, но каждый раз отпускали.
Феликс Торрес принадлежал к радикальному крылу НСП, был сторонником последовательного марксистско-ленинского курса. В партийном руководстве курировал сельское направление, был секретарём Крестьянского фронта НСП. В 1950-х годах Торрес не одобрял легальной деятельности и взаимодействия НСП с правительством Фульхенсио Батисты, выступал за вооружённую борьбу с режимом.

## Партизанский командир
В апреле 1958 Феликс Торрес участвовал в попытке организовать всеобщую забастовку. Попытка не удалась. Скрываясь от репрессий, пробрался в горы Эскамбрай и примкнул к партизанской армии Движения 26 июля. Феликс Торрес стал одним из сравнительно немногих деятелей НСП, поднявших оружие против Батисты. Участвовал в боях в районе Ягуахая. Командовал отрядом формированием из 65 членов НСП — Отрядом Максимо Гомеса на Северном фронте Лас-Вильяс. Отряд объединился с колонной Камило Сьенфуэгоса.
С 1 декабря 1958 формирование Торреса действовало под общим командованием Че Гевары согласно Пакту Педреро (присоединиться к соглашению отказался Второй национальный фронт Элоя Гутьерреса Менойо и Уильяма Моргана в силу антикоммунистической позиции). В январе 1959 Феликс Торрес в звании команданте вступал в Гавану.

## Военно-политический функционер
После победы Кубинской революции Феликс Торрес стал видным военно-политическим деятелем нового режима Фиделя Кастро. Он был назначен директором лас-вильясского провинциального управления Национального института аграрной реформы (INRA). Являлся ближайшим доверенным функционером Кастро в Лас-Вильясе. От него зависели назначения в региональный госаппарат, он представлял Кастро кандидатуры чиновников. Стилистической особенностью Торреса являлась специфическая борода «под Хо Ши Мина» (своеобразный символ коммунистической ортодоксальности).
В июне 1959 специальный подкомитет американского сената причислял «майора Феликса Торреса, базирующегося в Санта-Кларе, Лас-Вильяс» к носителям коммунистической угрозы для США в Карибском бассейне. В этот список были также внесены Рауль Кастро, Эрнесто Че Гевара, Хуан Альмейда Боске, Рамиро Вальдес, Мануэль Пиньейро, Антонио Нуньес Хименес, Селия Санчес, Вильма Эспин.
В своей аграрной политике Феликс Торрес ориентировался на коммунистические установки Че Гевары. Под руководством Торреса были конфискованы около 2,7 млн акров земли, созданы десятки сельхозкооперативов. В соответствии со своими идеологическими установками Торрес отдавал директивы о конфискациях не только крупных плантаций (которые вообще были редкостью в Эскамбрае), но и небольших ферм. Он проводил не только перераспределение земельной собственности, но и коммунистический курс коллективизации и огосударствления. На этой почве возник конфликт Феликса Торреса с Уильямом Морганом и его сторонниками — крестьянами-гуахиро.

Торрес, доктринёр-коммунист, проводил первый закон об аграрной реформе, игнорируя местных фермеров. Бывшие сторонники Второго национального фронта надеялись, что Морган защитит их от конфискаций INRA. Морган предупредил правительство Кастро, что оно рискует встретить вооружённое сопротивление гуахиро, если Торрес не будет уволен. Органы безопасности арестовали Моргана, военный трибунал приговорил его к смертной казни.

Как и предупреждал Морган, политика Торреса способствовала подъёму антикоммунистического Восстания Эскамбрай. В подавлении восстания участвовал племянник Феликса Торреса — лейтенант Обдулио Торрес Моралес. 12 сентября 1960 он был убит в перестрелке с повстанцами Синесио Уолша. Взбешённый гибелью племянника Феликс Торрес приказал мобилизовать несколько батальонов проправительственного ополчения milicias. Эти события послужили своеобразным «прологом» массированных контрповстанческих операций
После подавления эскамбрайского повстанчества Феликс Торрес официально не занимал высоких постов. Однако он оставался авторитетным деятелем Коммунистической партии Кубы (КПК), олицетворением ортодоксального курса.

## Смерть и память
Скончался Феликс Торрес в возрасте 91 года. Был похоронен в ягуахайском Пантеоне павших. В траурной церемонии участвовали премьер-министр и председатель Госсовета Кубы Рауль Кастро, заместитель председателя Госсовета Хуан Альмейда Боске, министр Революционных вооружённых сил Хулио Касас Регейро, первый секретарь ягаухайской организации КПК Майрелис Риверо Ортега.
В октябре 2014 останки нескольких команданте Северного фронта Лас-Вильяс — в том числе Феликса Торреса — были торжественно перезахоронены в ягуахайском мемориале Камило Сьенфуэгоса. На церемонии присутствовал член Политбюро ЦК КПК Рамиро Вальдес.